# Losonci ütközet
A losonci ütközet vagy losonci rajtaütés 1849. március 24-én zajlott le Losoncnál, ahol Beniczky Lajos zászlóalja vereséget mért Georg Heinrich von Ramberg dandárjára.
Az ütközet része  volt a tavaszi hadjárat egyik elterelő hadműveletének, ami elvonta Alfred Candidus Ferdinand zu Windisch-Grätz figyelmét a főseregről, amely Szolnoknál állomásozott.
A hadműveletet Görgei Artúr főparancsnok és a vezérkari főnök, Vetter Antal dolgozta ki.